# Wagengrab von Ferrybridge
Das Wagengrab von Ferrybridge (englisch Ferrybridge Chariot Burial) wurde 2003 in der Nähe des Ferrybridge-Kraftwerks in West Yorkshire in England beim Bau einer Autobahn entdeckt und ausgegraben. Eine alternative Bezeichnung ist Ferry Fryston Chariot Burial (Wagengrab von Ferry Fryston). 
Das Grab stammt aus der mittleren Eisenzeit und wurde mittels Radiokarbonmethode auf 352-291 cal v. Chr. datiert. Eisenzeitliche Streitwagenbestattungen (zweirädrige Fahrzeuge werden üblicherweise als Karren bezeichnet) wurden, abgesehen von dem in Newbridge in der Nähe von Edinburgh, dem in Pembrokeshire und dem von Ferrybridge gefundenen nur in East-Yorkshire angetroffen.

## Beschreibung
Die gut erhaltenen Überreste des vor 2400 Jahren bestatteten, sozial hochgestellten, 30- bis 40-jährigen, etwa 1,73 Meter großen Mannes wurden in einem Wagengrab bei der Trassenuntersuchung der A1(M) gefunden. Er hatte einen Speer als Grabbeigabe. Isotopenuntersuchungen zeigen keine lokale Signatur. Man spekuliert, dass er möglicherweise aus Schottland kam.

## Wagen

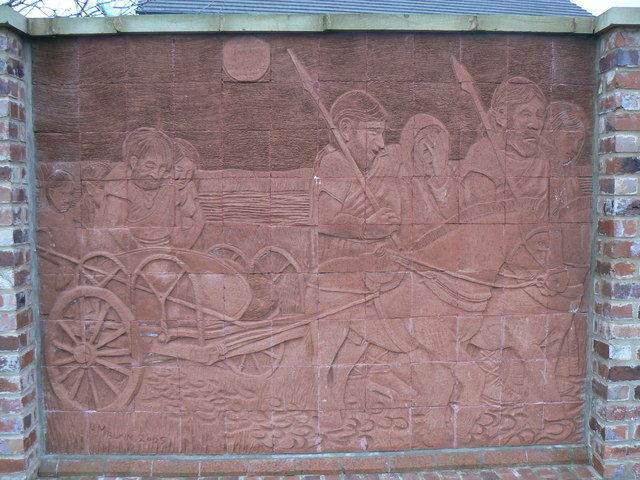
Das Chariot Tile Mosaic zeigt einen Wagen ähnlich dem von Ferrybridge

Der Streitwagen lag in einer großen, ovalen Grube in der Mitte eines Viereckgrabens. Das Grab wurde ursprünglich durch einen niedrigen Erdhügel aus Erde, die aus den umgebenden Gräben stammte, bedeckt. Da der Untergrund aus Kreide bestand, war der weiße Hügel schon von weitem sichtbar. Die Reste der Karre mit Eisenreifen waren in gutem Zustand. Die hölzerne Achse wurde als Bodenverfärbung identifiziert. Eine Reihe gut erhaltener Bronze- und Eisenobjekte wurden gefunden. Holzteile (Achse, Deichsel, Joch und Wagenkasten) sind als Verfärbungen und Hohlräume erhalten. Kurze Zeit nach Anlage des Grabes wurden im östlichen Graben vier Rinderschädel deponiert.

## Spätere Riten
Es gibt Hinweise darauf, dass die Menschen der Römerzeit (43–410 n. Chr.), etwa 500 Jahre nach dem Bau, das Grab noch immer aufsuchten. In dem Graben um seine Grabstätte wurden 10.000 Knochenfragmente gefunden, die von etwa 300 Rindern stammten. Sie wurden erst im späten 1. oder frühen 2. Jahrhundert n. Chr. deponiert und stammen, wie Tests zeigten, aus verschiedenen Gebieten des Landes, was darauf hindeutet, dass der Mann im Leben erheblichen Einfluss hatte. Die Knochen waren vermutlich die Überreste eines großen Festmahles, das nach der Beerdigung in der Nähe des Denkmals stattfand. Üblicherweise wird in Wagengräbern Schweinefleisch deponiert.

## Bezeichnung
Während die Archäologen zunächst vom Ferrybridge chariot burial sprachen, weil Ferrybridge dem Fundort am nächsten liegt, hätte man im benachbarten Castleford gerne die Bezeichnung Castleford chariot burial gesehen. Letztendlich wurde der Fund im County Sites and Monuments Record unter der Civil parish Ferry Fryston (heute ein Vorort von Castleford) verzeichnet.

## Andere Wagengräber in Großbritannien
Im nahen East Riding of Yorkshire wurden 19 Wagengräber der Arras-Kultur entdeckt, die im Rest Großbritanniens selten sind.
Das erste schottische Wagengrab wurde 2001 bei Newbridge (Mitlothian), rund 18 Kilometer westlich von Edinburgh gefunden. Im Gegensatz zu dem Fund von Wetwang in Ost-Yorkshire, wo das Fahrzeug vor dem Begräbnis demontiert wurde, sind der Ferrybridge- und der Newbridge-Wagen intakt deponiert worden.